# Copa do Mundo de Futebol Feminino de 2027
A Copa do Mundo FIFA de Futebol Feminino de 2027 será a décima edição do quadrienal campeonato internacional de futebol feminino disputado pelas seleções nacionais das federações-membro da FIFA. As datas escolhidas são o período entre 24 de junho e 25 de julho.
As competições acontecerão no Brasil, sendo a primeira vez em que um país da América do Sul recebe um torneio mundial de futebol feminino e marca também o retorno da competição às Américas desde a edição de 2015 no Canadá. Além disso, o país se junta ao México como a região que recebe pela terceira vez uma Copa do Mundo, depois de ter sido sede em 1950 e 2014, e se torna o sexto a receber as duas versões de um mundial de futebol profissional, depois de Suécia, Estados Unidos, Alemanha, Canadá e França. A definição aconteceu no dia 17 de maio de 2024 em um novo formato de votação, se igualando ao mundial masculino.
Será também a segunda e última edição da Copa do Mundo a ter 32 seleções em 64 jogos, já que a partir de 2031, o torneio é ampliado para 48 equipes em 104 partidas.

## Ampliação e mudanças no formato
Em 5 de julho de 2019, algumas horas antes da final da Copa do Mundo daquele ano, o presidente da FIFA, o suíço-italiano Gianni Infantino, declarou em uma coletiva de imprensa que aquela edição era uma edição sem precedentes na história do torneio, com um interesse de mídia nunca visto, o que levou as maiores audiências de televisão jamais registradas na história do futebol feminino. Ao final desta declaração, ele anunciou que a entidade havia elaborado uma lista com cinco metas a serem atingidas pelo futebol feminino nos próximos anos. Faziam parte desta lista:
- Criação de um mundial de clubes, aos moldes do que já acontece com os homens desde 2000 e 2005 até 2023
- Criação da Liga Mundial Feminina, seguindo os moldes da Liga das Nações da UEFA
- Com o aumento do nível dos jogos registrado nas duas edições anteriores, a entidade decidiu aumentar o número de seleções participantes de 24 para 32, a fim de igualar o formato do torneio masculino, vigente desde 1998
- Dobrar as premiações para a Copa de 2023, também igualando estes valores aos dos homens
- Dobrar os investimentos no desenvolvimento do esporte para 1 bilhão de dólares[4][5]

Em 31 de julho do mesmo ano, o quadro executivo da entidade ratificou a primeira meta, que era a equiparação do formato dos dois torneios. No entanto, alguns meses mais tarde, a entidade decidiu que ele seria vigente no masculino até 2022, já que a partir de 2026 passaria a ser 48 seleções.

## Escolha da sede

Mapa do mundo com todas as seis confederações afiliadas à FIFA

Em 2021, foi anunciado que o sistema de votações seria semelhante ao sistema de votações da copa masculina, através de colégio eleitoral, com 211 votantes. A definição da sede ocorreu no dia 17 de maio de 2024, mesmo ano que seria da escolha das sedes da versão masculina de 2030. Tal anúncio foi feito no dia 19 de dezembro de 2022, que também definiu a votação da Copa de 2031 para 2025. As partes interessadas tinham até o final de março de 2023 para confirmar as suas intenções de participar das licitações.
Quatorze países manifestaram interesse em receber esta versão da Copa do Mundo, superando o recorde da edição anterior com oito países interessados. Em 8 de dezembro de 2023, a FIFA confirmou os países candidatos a receber esta competição: Brasil e as candidaturas conjuntas de Alemanha-Bélgica-Países Baixos e Estados Unidos-México. Inicialmente confirmada como uma das candidatas, a África do Sul acabou renunciando em 24 de novembro de 2023, visando focar no projeto para 2031. Em 29 de abril de 2024, a candidatura conjunta de Estados Unidos e México anunciou desistência do processo, alegando pedir mais tempo para se preparar e focar na próxima Copa.
Com a desistência da candidatura EUA-México, vários veículos de comunicação do mundo apontavam o Brasil como um dos favoritos a receber o evento, especialmente pela fato de poder se tornar o primeiro país da América do Sul a receber um mundial feminino de seleções profissionais, além de manter as estruturas deixadas pela Copa Masculina de 2014 e pelos Jogos Olímpicos de Verão de 2016, o qual algumas cidades brasileiras, além do próprio Rio de Janeiro, que era a sede, recebiam partidas do torneio feminino de futebol. Além disso, o país se destacava pelo crescimento da popularidade do futebol feminino e por ser uma zona livre de conflitos com impacto mundial.

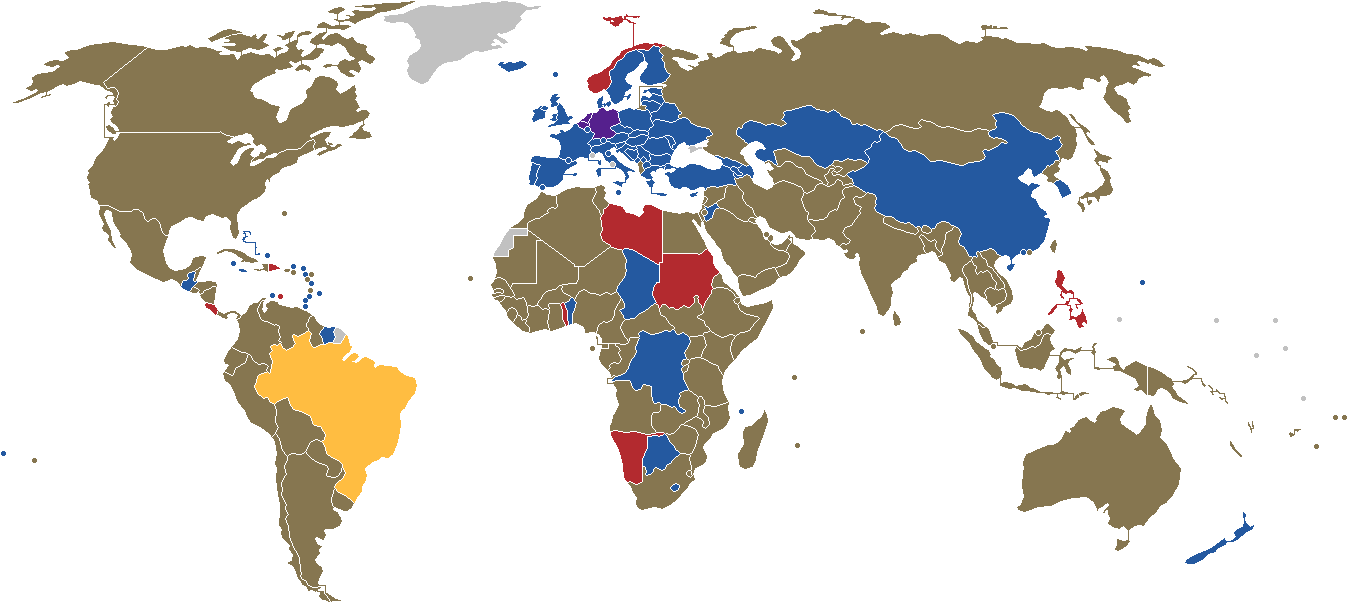
Votação da sede da Copa do Mundo de Futebol Feminino de 2027. Em cinza claro, os países que votaram no Brasil, e em azul, os países que votaram em Alemanha, Bélgica e Países Baixos. De vermelho, os países que decidiram não votar ou que tiveram problemas técnicos na votação. Os países candidatos são representados nas cores amarelo e roxo.

O favoritismo se confirmou tanto pela avaliação do relatório de inspeção in-loco da FIFA, onde o país tirou a nota 4/5 contra 3,7/5 do trio formado por Alemanha, Bélgica e Países Baixos, quanto na eleição, onde foi aclamada vencedora do processo seletivo tendo 119 votos contra 78 do lado europeu.
| X Copa do Mundo de Futebol Feminino Congresso Ordinário da FIFA 17 de maio de 2024, em Banguecoque (Tailândia) |              |       |
| Países candidatos                                                                                              | Rodada única | %     |
| Brasil | 119          | 56,40 |
| Alemanha · Bélgica · Países Baixos                                                                             | 78           | 36,97 |
| Votos recusados                                                                                                | 4            | 1,90  |
| Abstenções | 10           | 4,73  |
| Total | 211          | 100   |

## Estádios
No projeto final, divulgado em 28 de setembro de 2023, ficou definido que as dez cidades que já foram sedes da Copa do Mundo masculina de 2014 seriam as candidatas a receber os jogos, mas com a exclusão de Curitiba e Natal. Belém do Pará também chegou a ser uma das pré-candidatas no projeto divulgado em março de 2023, com a CBF confirmando a escolha da capital paraense em 22 de agosto de 2024, no entanto, a cidade ficou de fora do projeto final de setembro devido ao fato de que o Mangueirão ainda estava em reta final de sua reforma, já em 30 de agosto de 2024, foi anunciada a inclusão de Natal como uma das possíveis subsedes.
A previsão inicial do anúncio para as 8 ou 10 cidades-sede escolhidas para a Copa do Mundo havia sido marcada para janeiro de 2025, no entanto, a CBF havia determinado que dez cidades seriam escolhidas para receber os jogos da Copa e que a definição final havia sido adiada para março de 2025 em Zurique, na Suíça, cabendo à FIFA a decisão final, além de selecionar os Campos de Treinamento, com a Região Metropolitana da Grande Vitória, no Espírito Santo, sendo uma das confirmadas para receber os treinos das seleções. Em 7 de maio de 2025, a FIFA, em conjunto com a CBF, definiu as oito cidades para receber a Copa, ocasionado na exclusão de Cuiabá, Natal, Belém e Manaus. Essa redução foi realizada com o objetivo de diminuir o número de viagens entre diferentes regiões do país e redistribuir as partidas como estavam previstas no livro da candidatura.
Inicialmente, a abertura do torneio ocorreria no Estádio Nacional de Brasília Mané Garrincha, contudo, a ideia agora é que o jogo de abertura e a decisão aconteçam no Estádio Jornalista Mário Filho, o Maracanã. Apesar da confirmação do Estádio Mineirão, Arena Corinthians e do Estádio Beira-Rio, as cidades de Belo Horizonte, São Paulo e Porto Alegre também ofereceram a Arena MRV, Allianz Parque e a Arena do Grêmio como possibilidades.
| Rio de Janeiro, RJ           | Brasília, DF | Fortaleza, CE | Belo Horizonte, MG           |
| ---------------------------- | --- | --- | ---------------------------- |
| Estádio do Maracanã          | Estádio Mané Garrincha | Estádio Castelão | Estádio Mineirão             |
| 22° 54′ 43″ S, 43° 13′ 48″ O | 15° 47′ 00″ S, 47° 53′ 56″ O                                                                                                 | 19° 51′ 57″ S, 43° 58′ 15″ O                                                                                                 | 3° 48′ 26″ S, 38° 31′ 20″ O  |
| Capacidade: 74 738           | Capacidade: 69 349 | Capacidade: 60 342 | Capacidade: 58 170           |
|                              | | |                              |
| Porto Alegre, RS             | Belo Horizonte Brasília Fortaleza Porto Alegre São Paulo Rio de Janeiro Salvador RecifeCidades-sede da Copa do Mundo de 2027 | Belo Horizonte Brasília Fortaleza Porto Alegre São Paulo Rio de Janeiro Salvador RecifeCidades-sede da Copa do Mundo de 2027 | Salvador, BA                 |
| Estádio Beira-Rio            | Belo Horizonte Brasília Fortaleza Porto Alegre São Paulo Rio de Janeiro Salvador RecifeCidades-sede da Copa do Mundo de 2027 | Belo Horizonte Brasília Fortaleza Porto Alegre São Paulo Rio de Janeiro Salvador RecifeCidades-sede da Copa do Mundo de 2027 | Arena Fonte Nova             |
| 30° 03′ 56″ S, 51° 14′ 09″ O | Belo Horizonte Brasília Fortaleza Porto Alegre São Paulo Rio de Janeiro Salvador RecifeCidades-sede da Copa do Mundo de 2027 | Belo Horizonte Brasília Fortaleza Porto Alegre São Paulo Rio de Janeiro Salvador RecifeCidades-sede da Copa do Mundo de 2027 | 12° 58′ 43″ S, 38° 30′ 15″ O |
| Capacidade: 50 842           | Belo Horizonte Brasília Fortaleza Porto Alegre São Paulo Rio de Janeiro Salvador RecifeCidades-sede da Copa do Mundo de 2027 | Belo Horizonte Brasília Fortaleza Porto Alegre São Paulo Rio de Janeiro Salvador RecifeCidades-sede da Copa do Mundo de 2027 | Capacidade: 48 902           |
|                              | Belo Horizonte Brasília Fortaleza Porto Alegre São Paulo Rio de Janeiro Salvador RecifeCidades-sede da Copa do Mundo de 2027 | Belo Horizonte Brasília Fortaleza Porto Alegre São Paulo Rio de Janeiro Salvador RecifeCidades-sede da Copa do Mundo de 2027 |                              |
| São Paulo, SP                | Belo Horizonte Brasília Fortaleza Porto Alegre São Paulo Rio de Janeiro Salvador RecifeCidades-sede da Copa do Mundo de 2027 | Belo Horizonte Brasília Fortaleza Porto Alegre São Paulo Rio de Janeiro Salvador RecifeCidades-sede da Copa do Mundo de 2027 | Recife, PE                   |
| Arena Corinthians            | Belo Horizonte Brasília Fortaleza Porto Alegre São Paulo Rio de Janeiro Salvador RecifeCidades-sede da Copa do Mundo de 2027 | Belo Horizonte Brasília Fortaleza Porto Alegre São Paulo Rio de Janeiro Salvador RecifeCidades-sede da Copa do Mundo de 2027 | Arena Pernambuco             |
| 23° 32′ 43″ S, 46° 28′ 24″ O | Belo Horizonte Brasília Fortaleza Porto Alegre São Paulo Rio de Janeiro Salvador RecifeCidades-sede da Copa do Mundo de 2027 | Belo Horizonte Brasília Fortaleza Porto Alegre São Paulo Rio de Janeiro Salvador RecifeCidades-sede da Copa do Mundo de 2027 | 8° 02′ 24″ S, 35° 00′ 29″ O  |
| Capacidade: 47 605           | Belo Horizonte Brasília Fortaleza Porto Alegre São Paulo Rio de Janeiro Salvador RecifeCidades-sede da Copa do Mundo de 2027 | Belo Horizonte Brasília Fortaleza Porto Alegre São Paulo Rio de Janeiro Salvador RecifeCidades-sede da Copa do Mundo de 2027 | Capacidade: 44 300           |
|                              | Belo Horizonte Brasília Fortaleza Porto Alegre São Paulo Rio de Janeiro Salvador RecifeCidades-sede da Copa do Mundo de 2027 | Belo Horizonte Brasília Fortaleza Porto Alegre São Paulo Rio de Janeiro Salvador RecifeCidades-sede da Copa do Mundo de 2027 |                              |

## Participantes
Para essa Copa do Mundo, a Confederação Asiática de Futebol (AFC) usa pela última vez a Copa Asiática (através da edição 2026) para definir as seis vagas das seleções do continente, uma vez que a partir da Copa do Mundo de 2031, as vagas serão ofertadas pelo esquema de eliminatórias, semelhante ao modelo masculino adotado para o mundial. A novidade foi anunciada em 13 de setembro de 2024.
Já a Confederação Sul-Americana de Futebol (CONMEBOL) anunciou em 12 de dezembro de 2024 a adoção do modelo de eliminatórias, substituindo a Copa América, que passa a valer a partir de 2025 como classificatórias somente para os Jogos Pan-Americanos de 2027 e os Jogos Olímpicos de Verão de 2028. Com a novidade, as nove seleções não classificadas se enfrentam no modelo todos contra todos, através de pontos corridos, idêntico ao esquema masculino, valendo as duas vagas diretas para o primeiro e segundo colocado, enquanto que o terceiro e o quarto colocado disputam a repescagem internacional, contendo quatro duelos como mandante e quatro como visitante em cidades definidas pela confederação. O Brasil, por ser o país-sede, não participa dessa competição por já ter conquistado a vaga direta. Tal sistema já é usado pela União das Associações Europeias de Futebol (UEFA) nos torneios femininos. Quem também reformulou seu formato de classificação é a Confederação de Futebol da Oceania (OFC), que também usou um formato de eliminatórias para a Copa de 2027 sem precisar organizar um torneio continental, iniciando no dia 24 de novembro de 2025.  Quem ainda manteve o formato do uso de campeonatos alternativos para qualificação foi a AFC (até essa edição), a Confederação das Associações de Futebol da América do Norte, Central e Caribe (CONCACAF) com o Campeonato Mundial 2025/26 e a Confederação Africana de Futebol (CAF) com a Copa das Nações de 2026.
Pela repescagem internacional, foram ofertadas seis vagas para serem disputadas entre dez seleções, sendo divididas em duas fases. As seis equipes serão separadas em três grupos e não podem se cruzar com times de uma mesma confederação. A primeira fase acontece entre os meses de novembro e dezembro de 2026 em um local centralizado com as seis equipes classificadas pelo ranking mundial antes do sorteio do play-off. As duas melhores equipes se classificam para a fase final, realizada em fevereiro de 2027, onde esses dois times terão como rivais as duas equipes da CONCACAF (a definir o sistema de classificação), uma da CONMEBOL (através do terceiro colocado nas eliminatórias) e uma da UEFA (através das colocações nas eliminatórias).
| Confederação                       | Seleção   | Presenças | Primeira presença | Última presença | Melhor resultado anterior |
| ---------------------------------- | --------- | --------- | ----------------- | --------------- | ------------------------- |
| CONMEBOL (2 vagas + país-sede)     | Brasil    | 10        | 1991              | 2023            | Vice-campeã (2007)        |
| CONMEBOL (2 vagas + país-sede)     | A definir |           |                   |                 |                           |
| CONMEBOL (2 vagas + país-sede)     | A definir |           |                   |                 |                           |
| UEFA (11 vagas)                    | A definir |           |                   |                 |                           |
| UEFA (11 vagas)                    | A definir |           |                   |                 |                           |
| UEFA (11 vagas)                    | A definir |           |                   |                 |                           |
| UEFA (11 vagas)                    | A definir |           |                   |                 |                           |
| UEFA (11 vagas)                    | A definir |           |                   |                 |                           |
| UEFA (11 vagas)                    | A definir |           |                   |                 |                           |
| UEFA (11 vagas)                    | A definir |           |                   |                 |                           |
| UEFA (11 vagas)                    | A definir |           |                   |                 |                           |
| UEFA (11 vagas)                    | A definir |           |                   |                 |                           |
| UEFA (11 vagas)                    | A definir |           |                   |                 |                           |
| UEFA (11 vagas)                    | A definir |           |                   |                 |                           |
| AFC (6 vagas)                      | A definir |           |                   |                 |                           |
| AFC (6 vagas)                      | A definir |           |                   |                 |                           |
| AFC (6 vagas)                      | A definir |           |                   |                 |                           |
| AFC (6 vagas)                      | A definir |           |                   |                 |                           |
| AFC (6 vagas)                      | A definir |           |                   |                 |                           |
| AFC (6 vagas)                      | A definir |           |                   |                 |                           |
| CAF (4 vagas)                      | A definir |           |                   |                 |                           |
| CAF (4 vagas)                      | A definir |           |                   |                 |                           |
| CAF (4 vagas)                      | A definir |           |                   |                 |                           |
| CAF (4 vagas)                      | A definir |           |                   |                 |                           |
| CONCACAF (4 vagas)                 | A definir |           |                   |                 |                           |
| CONCACAF (4 vagas)                 | A definir |           |                   |                 |                           |
| CONCACAF (4 vagas)                 | A definir |           |                   |                 |                           |
| CONCACAF (4 vagas)                 | A definir |           |                   |                 |                           |
| OFC (1 vaga)                       | A definir |           |                   |                 |                           |
| Playoff intercontinental (3 vagas) | A definir |           |                   |                 |                           |
| Playoff intercontinental (3 vagas) | A definir |           |                   |                 |                           |
| Playoff intercontinental (3 vagas) | A definir |           |                   |                 |                           |

## Fase de grupos
Os países concorrentes foram divididos em oito grupos de quatro equipes (grupos A a H). As equipes em cada grupo jogam entre si em um todos contra todos, com as duas primeiras equipes avançando para a fase eliminatória.
A relação dos jogos foi publicada no livro da candidatura brasileira.
| Critérios de desempate |
| --- |
| A classificação das equipas na fase de grupos é determinada da seguinte forma: 1. Pontos obtidos em todos os jogos do grupo (três pontos por vitória, um por empate, nenhum por derrota); 2. Diferença de gols em todos os jogos do grupo; 3. Número de gols marcados em todas as partidas da fase de grupos; 4. Pontos obtidos nas partidas disputadas entre as equipes em questão; 5. Diferença de gols nas partidas disputadas entre as equipes em questão; 6. Número de gols marcados nas partidas disputadas entre as equipes em questão; 7. Pontos de fair play em todas as partidas do grupo (apenas uma dedução pode ser aplicada a um jogador em uma única partida): - Cartão amarelo: −1 ponto; - Cartão vermelho indireto (segundo cartão amarelo): −3 pontos; - Cartão vermelho direto: −4 pontos; - Cartão amarelo e cartão vermelho direto: −5 pontos; 8. Sorteio. |

### Grupo A
| Pos | Equipe | Pts | J | V | E | D | GP | GC | SG | Classificado |
| --- | ------ | --- | - | - | - | - | -- | -- | -- | ------------ |
| 1   | Brasil | 0   | 0 | 0 | 0 | 0 | 0  | 0  | 0  |              |
| 2   |        | 0   | 0 | 0 | 0 | 0 | 0  | 0  | 0  |              |
| 3   |        | 0   | 0 | 0 | 0 | 0 | 0  | 0  | 0  |              |
| 4   |        | 0   | 0 | 0 | 0 | 0 | 0  | 0  | 0  |              |

| 24 de junho       | Brasil | – |  | Estádio do Maracanã, Rio de Janeiro |
| A definir (UTC−3) |        |   |  |                                     |

| 25 de junho       |  | – |  | Arena Castelão, Fortaleza |
| A definir (UTC−3) |  |   |  |                           |

| 29 de junho       | Brasil | – |  | Arena Fonte Nova, Salvador |
| A definir (UTC−3) |        |   |  |                            |

| 30 de junho       |  | – |  | Estádio Mané Garrincha, Brasília |
| A definir (UTC−3) |  |   |  |                                  |

| 5 de julho        |  | – | Brasil | Arena Corinthians, São Paulo |
| A definir (UTC−3) |  |   |        |                              |

| 5 de junho        |  | – |  | Arena Pernambuco, Recife |
| A definir (UTC−3) |  |   |  |                          |

### Grupo B
| Pos | Equipe | Pts | J | V | E | D | GP | GC | SG | Classificado |
| --- | ------ | --- | - | - | - | - | -- | -- | -- | ------------ |
| 1   |        | 0   | 0 | 0 | 0 | 0 | 0  | 0  | 0  |              |
| 2   |        | 0   | 0 | 0 | 0 | 0 | 0  | 0  | 0  |              |
| 3   |        | 0   | 0 | 0 | 0 | 0 | 0  | 0  | 0  |              |
| 4   |        | 0   | 0 | 0 | 0 | 0 | 0  | 0  | 0  |              |

| 25 de junho       |  | – |  | Estádio Mineirão, Belo Horizonte |
| A definir (UTC−3) |  |   |  |                                  |

| 25 de junho       |  | – |  | Arena Corinthians, São Paulo |
| A definir (UTC−3) |  |   |  |                              |

| 30 de junho       |  | – |  | Estádio do Maracanã, Rio de Janeiro |
| A definir (UTC−3) |  |   |  |                                     |

| 30 de junho       |  | – |  | Estádio Beira-Rio, Porto Alegre |
| A definir (UTC−3) |  |   |  |                                 |

| 5 de julho        |  | – |  | Estádio Beira-Rio, Porto Alegre |
| A definir (UTC−3) |  |   |  |                                 |

| 5 de junho        |  | – |  | Estádio Mané Garrincha, Brasília |
| A definir (UTC−3) |  |   |  |                                  |

### Grupo C
| Pos | Equipe | Pts | J | V | E | D | GP | GC | SG | Classificado |
| --- | ------ | --- | - | - | - | - | -- | -- | -- | ------------ |
| 1   |        | 0   | 0 | 0 | 0 | 0 | 0  | 0  | 0  |              |
| 2   |        | 0   | 0 | 0 | 0 | 0 | 0  | 0  | 0  |              |
| 3   |        | 0   | 0 | 0 | 0 | 0 | 0  | 0  | 0  |              |
| 4   |        | 0   | 0 | 0 | 0 | 0 | 0  | 0  | 0  |              |

| 26 de junho       |  | – |  | Estádio Mané Garrincha, Brasília |
| A definir (UTC−3) |  |   |  |                                  |

| 26 de junho       |  | – |  | A definir |
| A definir (UTC−3) |  |   |  |           |

| 1 de julho        |  | – |  | A definir |
| A definir (UTC−3) |  |   |  |           |

| 1 de julho        |  | – |  | Arena Pernambuco, Recife |
| A definir (UTC−3) |  |   |  |                          |

| 6 de julho        |  | – |  | Arena Castelão, Fortaleza |
| A definir (UTC−3) |  |   |  |                           |

| 6 de junho        |  | – |  | Arena Fonte Nova, Salvador |
| A definir (UTC−3) |  |   |  |                            |

### Grupo D
| Pos | Equipe | Pts | J | V | E | D | GP | GC | SG | Classificado |
| --- | ------ | --- | - | - | - | - | -- | -- | -- | ------------ |
| 1   |        | 0   | 0 | 0 | 0 | 0 | 0  | 0  | 0  |              |
| 2   |        | 0   | 0 | 0 | 0 | 0 | 0  | 0  | 0  |              |
| 3   |        | 0   | 0 | 0 | 0 | 0 | 0  | 0  | 0  |              |
| 4   |        | 0   | 0 | 0 | 0 | 0 | 0  | 0  | 0  |              |

| 26 de junho       |  | - |  | Arena Pernambuco, Recife |
| A definir (UTC−3) |  |   |  |                          |

| 26 de junho       |  | – |  | Arena Fonte Nova, Salvador |
| A definir (UTC−3) |  |   |  |                            |

| 1 de julho        |  | – |  | Estádio Mineirão, Belo Horizonte |
| A definir (UTC−3) |  |   |  |                                  |

| 2 de julho        |  | – |  | Arena Castelão, Fortaleza |
| A definir (UTC−3) |  |   |  |                           |

| 6 de julho        |  | – |  | A definir |
| A definir (UTC−3) |  |   |  |           |

| 6 de junho        |  | – |  | A definir |
| A definir (UTC−3) |  |   |  |           |

### Grupo E
| Pos | Equipe | Pts | J | V | E | D | GP | GC | SG | Classificado |
| --- | ------ | --- | - | - | - | - | -- | -- | -- | ------------ |
| 1   |        | 0   | 0 | 0 | 0 | 0 | 0  | 0  | 0  |              |
| 2   |        | 0   | 0 | 0 | 0 | 0 | 0  | 0  | 0  |              |
| 3   |        | 0   | 0 | 0 | 0 | 0 | 0  | 0  | 0  |              |
| 4   |        | 0   | 0 | 0 | 0 | 0 | 0  | 0  | 0  |              |

| 27 de junho       |  | – |  | Estádio Mineirão, Belo Horizonte |
| A definir (UTC−3) |  |   |  |                                  |

| 27 de junho       |  | – |  | Estádio do Maracanã, Rio de Janeiro |
| A definir (UTC−3) |  |   |  |                                     |

| 2 de julho        |  | – |  | Arena Corinthians, São Paulo |
| A definir (UTC−3) |  |   |  |                              |

| 2 de julho        |  | – |  | Estádio Beira-Rio, Porto Alegre |
| A definir (UTC−3) |  |   |  |                                 |

| 7 de julho        |  | – |  | Estádio do Maracanã, Rio de Janeiro |
| A definir (UTC−3) |  |   |  |                                     |

| 7 de junho        |  | – |  | Estádio Mané Garrincha, Brasília |
| A definir (UTC−3) |  |   |  |                                  |

### Grupo F
| Pos | Equipe | Pts | J | V | E | D | GP | GC | SG | Classificado |
| --- | ------ | --- | - | - | - | - | -- | -- | -- | ------------ |
| 1   |        | 0   | 0 | 0 | 0 | 0 | 0  | 0  | 0  |              |
| 2   |        | 0   | 0 | 0 | 0 | 0 | 0  | 0  | 0  |              |
| 3   |        | 0   | 0 | 0 | 0 | 0 | 0  | 0  | 0  |              |
| 4   |        | 0   | 0 | 0 | 0 | 0 | 0  | 0  | 0  |              |

| 27 de junho       |  | – |  | Estádio Beira-Rio, Porto Alegre |
| A definir (UTC−3) |  |   |  |                                 |

| 28 de junho       |  | – |  | Arena Corinthians, São Paulo |
| A definir (UTC−3) |  |   |  |                              |

| 3 de julho        |  | – |  | Estádio do Maracanã, Rio de Janeiro |
| A definir (UTC−3) |  |   |  |                                     |

| 3 de julho        |  | – |  | Estádio Mané Garrincha, Brasília |
| A definir (UTC−3) |  |   |  |                                  |

| 7 de julho        |  | – |  | Estádio Mineirão, Belo Horizonte |
| A definir (UTC−3) |  |   |  |                                  |

| 7 de junho        |  | – |  | Estádio Beira-Rio, Porto Alegre |
| A definir (UTC−3) |  |   |  |                                 |

### Grupo G
| Pos | Equipe | Pts | J | V | E | D | GP | GC | SG | Classificado |
| --- | ------ | --- | - | - | - | - | -- | -- | -- | ------------ |
| 1   |        | 0   | 0 | 0 | 0 | 0 | 0  | 0  | 0  |              |
| 2   |        | 0   | 0 | 0 | 0 | 0 | 0  | 0  | 0  |              |
| 3   |        | 0   | 0 | 0 | 0 | 0 | 0  | 0  | 0  |              |
| 4   |        | 0   | 0 | 0 | 0 | 0 | 0  | 0  | 0  |              |

| 28 de junho       |  | – |  | A definir |
| A definir (UTC−3) |  |   |  |           |

| 28 de junho       |  | – |  | A definir |
| A definir (UTC−3) |  |   |  |           |

| 3 de julho        |  | – |  | Arena Fonte Nova, Salvador |
| A definir (UTC−3) |  |   |  |                            |

| 4 de julho        |  | – |  | Estádio Mineirão, Belo Horizonte |
| A definir (UTC−3) |  |   |  |                                  |

| 8 de julho        |  | – |  | Arena Castelão, Fortaleza |
| A definir (UTC−3) |  |   |  |                           |

| 8 de junho        |  | – |  | Arena Pernambuco, Recife |
| A definir (UTC−3) |  |   |  |                          |

### Grupo H
| Pos | Equipe | Pts | J | V | E | D | GP | GC | SG | Classificado |
| --- | ------ | --- | - | - | - | - | -- | -- | -- | ------------ |
| 1   |        | 0   | 0 | 0 | 0 | 0 | 0  | 0  | 0  |              |
| 2   |        | 0   | 0 | 0 | 0 | 0 | 0  | 0  | 0  |              |
| 3   |        | 0   | 0 | 0 | 0 | 0 | 0  | 0  | 0  |              |
| 4   |        | 0   | 0 | 0 | 0 | 0 | 0  | 0  | 0  |              |

| 29 de junho       |  | – |  | Arena Castelão, Fortaleza |
| A definir (UTC−3) |  |   |  |                           |

| 29 de junho       |  | – |  | Arena Fonte Nova, Salvador |
| A definir (UTC−3) |  |   |  |                            |

| 4 de julho        |  | – |  | A definir |
| A definir (UTC−3) |  |   |  |           |

| 4 de julho        |  | – |  | A definir |
| A definir (UTC−3) |  |   |  |           |

| 8 de julho        |  | – |  | Arena Corinthians, São Paulo |
| A definir (UTC−3) |  |   |  |                              |

| 8 de junho        |  | – |  | Arena Fonte Nova, Salvador |
| A definir (UTC−3) |  |   |  |                            |

## Fase final

### Chaveamento
|  | Oitavas de final             | Oitavas de final       |                              |  | Quartas de final             | Quartas de final             |  |  | Semifinais | Semifinais |  |  | Final | Final |
|  |                              |                        |                              |  |                              |                              |  |  |            |            |  |  |       |       |
|  | 10 de julho – Belo Horizonte |                        |                              |  |                              |                              |  |  |            |            |  |  |       |       |
|  |                              |                        |                              |  |                              |                              |  |  |            |            |  |  |       |       |
|  |                              |                        |                              |  |                              |                              |  |  |            |            |  |  |       |       |
|  | 16 de julho – Rio de Janeiro |                        |                              |  |                              |                              |  |  |            |            |  |  |       |       |
|  |                              |                        |                              |  |                              |                              |  |  |            |            |  |  |       |       |
|  |                              |                        |                              |  |                              |                              |  |  |            |            |  |  |       |       |
|  | 11 de julho – Rio de Janeiro |                        |                              |  |                              |                              |  |  |            |            |  |  |       |       |
|  |                              |                        |                              |  |                              |                              |  |  |            |            |  |  |       |       |
|  |                              |                        |                              |  |                              |                              |  |  |            |            |  |  |       |       |
|  |                              |                        | 20 de julho – São Paulo      |  |                              |                              |  |  |            |            |  |  |       |       |
|  |                              |                        |                              |  |                              |                              |  |  |            |            |  |  |       |       |
|  |                              |                        |                              |  |                              |                              |  |  |            |            |  |  |       |       |
|  | 10 de julho – Porto Alegre   |                        |                              |  |                              |                              |  |  |            |            |  |  |       |       |
|  |                              |                        |                              |  |                              |                              |  |  |            |            |  |  |       |       |
|  |                              |                        |                              |  |                              |                              |  |  |            |            |  |  |       |       |
|  | 17 de julho – Belo Horizonte |                        |                              |  |                              |                              |  |  |            |            |  |  |       |       |
|  |                              |                        |                              |  |                              |                              |  |  |            |            |  |  |       |       |
|  |                              |                        |                              |  |                              |                              |  |  |            |            |  |  |       |       |
|  | 11 de julho – Recife         |                        |                              |  |                              |                              |  |  |            |            |  |  |       |       |
|  |                              |                        |                              |  |                              |                              |  |  |            |            |  |  |       |       |
|  |                              |                        |                              |  |                              |                              |  |  |            |            |  |  |       |       |
|  |                              |                        | 25 de julho – Rio de Janeiro |  |                              |                              |  |  |            |            |  |  |       |       |
|  |                              |                        |                              |  |                              |                              |  |  |            |            |  |  |       |       |
|  |                              |                        |                              |  |                              |                              |  |  |            |            |  |  |       |       |
|  | 12 de julho – Brasília       |                        |                              |  |                              |                              |  |  |            |            |  |  |       |       |
|  |                              |                        |                              |  |                              |                              |  |  |            |            |  |  |       |       |
|  |                              |                        |                              |  |                              |                              |  |  |            |            |  |  |       |       |
|  | 16 de julho – Recife         |                        |                              |  |                              |                              |  |  |            |            |  |  |       |       |
|  |                              |                        |                              |  |                              |                              |  |  |            |            |  |  |       |       |
|  |                              |                        |                              |  |                              |                              |  |  |            |            |  |  |       |       |
|  | 13 de julho – São Paulo      |                        |                              |  |                              |                              |  |  |            |            |  |  |       |       |
|  |                              |                        |                              |  |                              |                              |  |  |            |            |  |  |       |       |
|  |                              |                        |                              |  |                              |                              |  |  |            |            |  |  |       |       |
|  |                              |                        | 21 de julho – Brasília       |  |                              |                              |  |  |            |            |  |  |       |       |
|  |                              |                        |                              |  |                              |                              |  |  |            |            |  |  |       |       |
|  |                              |                        |                              |  |                              |                              |  |  |            |            |  |  |       |       |
|  | 12 de julho – Salvador       |                        |                              |  |                              |                              |  |  |            |            |  |  |       |       |
|  |                              |                        |                              |  | Terceiro lugar               |                              |  |  |            |            |  |  |       |       |
|  |                              |                        |                              |  |                              |                              |  |  |            |            |  |  |       |       |
|  | 17 de julho – Brasília       | 17 de julho – Brasília |                              |  | 24 de julho – Belo Horizonte | 24 de julho – Belo Horizonte |  |  |            |            |  |  |       |       |
|  | 17 de julho – Brasília       | 17 de julho – Brasília |                              |  | 24 de julho – Belo Horizonte | 24 de julho – Belo Horizonte |  |  |            |            |  |  |       |       |
|  |                              |                        |                              |  |                              |                              |  |  |            |            |  |  |       |       |
|  | 13 de julho – Fortaleza      |                        |                              |  |                              |                              |  |  |            |            |  |  |       |       |
|  |                              |                        |                              |  |                              |                              |  |  |            |            |  |  |       |       |
|  |                              |                        |                              |  |                              |                              |  |  |            |            |  |  |       |       |
|  |                              |                        |                              |  |                              |                              |  |  |            |            |  |  |       |       |
|  |                              |                        |                              |  |                              |                              |  |  |            |            |  |  |       |       |
|  |                              |                        |                              |  |                              |                              |  |  |            |            |  |  |       |       |

### Oitavas de final
| 10 de julho       |  | – |  | Estádio Mineirão, Belo Horizonte |
| A definir (UTC-3) |  |   |  |                                  |

| 10 de julho       |  | – |  | Estádio Beira-Rio, Porto Alegre |
| A definir (UTC-3) |  |   |  |                                 |

| 11 de julho       |  | – |  | Estádio do Maracanã, Rio de Janeiro |
| A definir (UTC-3) |  |   |  |                                     |

| 11 de julho       |  | – |  | Arena Pernambuco, Recife |
| A definir (UTC-3) |  |   |  |                          |

| 12 de julho       |  | – |  | Estádio Mané Garrincha, Brasília |
| A definir (UTC-3) |  |   |  |                                  |

| 12 de julho       |  | – |  | Arena Fonte Nova, Salvador |
| A definir (UTC-3) |  |   |  |                            |

| 13 de julho       |  | – |  | Arena Corinthians, São Paulo |
| A definir (UTC-3) |  |   |  |                              |

| 13 de julho       |  | – |  | Arena Castelão, Fortaleza |
| A definir (UTC-3) |  |   |  |                           |

### Quartas de final
| 16 de julho       |  | – |  | Estádio do Maracanã, Rio de Janeiro |
| A definir (UTC-3) |  |   |  |                                     |

| 16 de julho       |  | – |  | Arena Pernambuco, Recife |
| A definir (UTC-3) |  |   |  |                          |

| 17 de julho       |  | – |  | Estádio Mineirão, Belo Horizonte |
| A definir (UTC-3) |  |   |  |                                  |

| 17 de julho       |  | – |  | Estádio Mané Garrincha, Brasília |
| A definir (UTC-3) |  |   |  |                                  |

### Semifinal
| 20 de julho       |  | – |  | Arena Corinthians, São Paulo |
| A definir (UTC-3) |  |   |  |                              |

| 21 de julho       |  | – |  | Estádio Mané Garrincha, Brasília |
| A definir (UTC-3) |  |   |  |                                  |

### Disputa pelo terceiro lugar
| 24 de julho       |  | – |  | Estádio Mineirão, Belo Horizonte |
| A definir (UTC-3) |  |   |  |                                  |

### Final
| 25 de julho       |  | – |  | Estádio do Maracanã, Rio de Janeiro |
| A definir (UTC-3) |  |   |  |                                     |

## Publicidade

### Logotipo
A ser anunciado em 2025.

### Bola
A ser anunciado em 2026.

### Música oficial
A ser anunciado em 2026.

### Direitos de transmissão

#### No Brasil
As primeiras licitações foram anunciadas em novembro de 2024. Entre os grupos de comunicação consultados, a Globo e a LiveMode foram convidadas a apresentar as suas propostas de cobertura, com prazo final até o dia 10 de dezembro. A definição foi marcada inicialmente para janeiro de 2025. Além da Globo e da LiveMode (CazéTV), a ESPN e a Band também apresentaram um projeto de cobertura, com a última desejando voltar a cobrir o torneio após ficar de fora em 2023 e obter bons índices em 2019, enquanto que a primeira almeja voltar a cobrir jogos da seleção brasileira após a última transmissão de uma Copa, tanto masculina como feminina, em 2014. Por conta da grande quantidade de interessados em ter o torneio, incluindo até mesmo o desejo de ter uma exclusividade em todas as mídias, o resultado final acabou sendo adiado para fevereiro de 2025.
Em 6 de maio de 2025, o jornalista Flavio Ricco, em reportagem na coluna diária do Portal Leo Dias, anunciou que a Globo havia fechado os direitos de transmissão da Copa de 2027, junto com outros torneios FIFA até 2030, o que incluiu os mundiais masculinos de 2026 (contrato já fechado em 2022) e o de 2030.

#### No mundo
Em 20 de dezembro de 2024, a Netflix adquiriu esta edição e a de 2031 com exclusividade para os Estados Unidos. Além das transmissões, a plataforma de streaming anunciou também a produção de documentários sobre o futebol feminino e as edições anteriores da Copa do Mundo em conjunto com a FIFA.
Lista de transmissoras
| País/Continente | TV aberta  | TV por assinatura | Streaming  | Ref.   |
| --------------- | ---------- | ----------------- | ---------- | ------ |
| Mundo           | —          | —                 | FIFA+      |        |
| Austrália       | Network 10 | —                 | Paramount+ | [ 39 ] |
| Brasil          | TV Globo   | SporTV            | Globoplay  | [ 37 ] |
| Estados Unidos  | —          | —                 | Netflix    | [ 38 ] |

### Patrocinadores
| Parceiros da FIFA                                                           | Patrocinadores da Copa do Mundo de Futebol Feminino                            | Apoiadores oficiais da Copa do Mundo de Futebol Feminino |
| --------------------------------------------------------------------------- | ------------------------------------------------------------------------------ | -------------------------------------------------------- |
| - Adidas - Aramco - Coca-Cola - Hyundai–Kia - Lenovo - Qatar Airways - Visa | - Anheuser-Busch InBev - Frito-Lay (Lay's) - Mengniu Dairy - Rexona - Unilever | - Verizon Communications                                 |

## Controvérsias

### Entrevista de Rodolfo Landim
Durante uma entrevista ao jornal O Globo publicada em 2 de novembro de 2024, o então presidente do Clube de Regatas do Flamengo e candidato a vice-presidente na chapa de Rodrigo Dunshee pelas eleições do clube realizadas em 9 de dezembro do mesmo ano, Rodolfo Landim, se manifestou contrário à paralização do calendário da Confederação Brasileira de Futebol (CBF) durante o período da Copa Feminina, o que é uma das determinações da FIFA ao país-sede escolhido, acusando as paralisações pelo rendimento aquém do esperado pelo Flamengo no Campeonato Brasileiro, Copa do Brasil e Copa Libertadores da América. Além disso, Landim proferiu declarações machistas na matéria, alegando que o futebol feminino no Brasil não atrai público (tanto aos estádios como na televisão) e que o Maracanã (palco da abertura e do encerramento da competição) nem poderia ser usado no torneio, sugerindo o uso de estádios na região do Bangu. A fala repercutiu negativamente nas mídias brasileiras e foi repudiada por jornalistas esportivos e pelo técnico da seleção, Arthur Elias.

### Exclusão de Belém e Manaus da relação final da FIFA
Em uma apuração feita pela ESPN no dia 8 de maio de 2025, apenas a região norte ficou de fora de receber as competições da Copa do Mundo Feminina, com o Mangueirão (Belém) e a Arena da Amazônia (Manaus) sendo apontados pela FIFA como os estádios sem a infraestrutura necessária para receber as partidas. O primeiro foi eliminado por não possuir camarotes o suficiente para abrigar uma parte do público, o que era uma das exigências da entidade, enquanto que o segundo, apesar de ter recebido alguns jogos na Copa do Mundo Masculina em 2014 e as partidas do futebol nos Jogos Olímpicos de Verão de 2016, teria que passar por uma nova reforma para se adequar ao modelo atual da FIFA. As duas capitais amazônicas também foram reprovadas pela falta de estrutura necessária para abrigar o evento e a ausência de Centro de Treinamento (CT) que seguissem o padrão FIFA. Tanto a Secretaria de Estado do Desporto e Lazer (SEDEL) de Amazonas e o governador do Pará, Helder Barbalho (MDB), demonstraram indignação com a decisão final da organização da Copa do Mundo de 2027, com o último destacando que Belém seria sede da Conferência das Nações Unidas sobre as Mudanças Climáticas (COP-30).
Ednaílson Rozenha (PMB), presidente da Federação Amazonense de Futebol (FAF) e deputado estadual do Amazonas, chegou a anunciar em julho de 2024 que Manaus receberia a Copa do Mundo de 2027 durante o evento de lançamento do Campeonato Amazonense de Futebol Feminino daquele ano, levando em consideração à época que a CBF ainda analisava a ideia de levar a Copa em 12 capitais brasileiras. Em outubro do mesmo ano, após a FIFA realizar as inspeções na Arena da Amazônia, a FAF emitiu um comunicado garantindo que Manaus havia sido confirmada como sede do mundial de 2027. Além disso, Manaus chegou a ser indicada como uma das possíveis sedes durante o livro da candidatura publicado em setembro de 2023, chegando até mesmo a receber alguns jogos da primeira fase em uma simulação, assim como Cuiabá através da Arena Pantanal.